# Aleksandr Bokij
Aleksandr Konstantinovič Bokij (in russo Александр Константинович Бокий?, traslitterazione anglosassone: Aleksandr Konstantinovich Bokiy; Lida, 3 maggio 1957) è un ex calciatore e allenatore di calcio sovietico, dal 1991 bielorusso.
In attività giocava come difensore.

## Palmarès

### Club

#### Competizioni nazionali
- Campionato sovietico: 2

Spartak Mosca: 1987, 1989